# 金台鎬
金台鎬（1962年8月21日—），韓國保守派政治人物，曾任慶尚南道知事，現任國會議員。2012年投入新國家黨黨內初選，8月20日於黨內初選中敗給朴槿惠。2018年三度參選慶尚南道知事前的選舉記錄為六戰全勝，因此被稱為選舉王子，然而2018年大韓民國地方選舉卻敗給了共同民主黨候選人金慶洙，不敗神話破滅。
2020年4月15日，金氏重新以無黨籍身分投入國會選舉，在家鄉慶尚南道山清郡·咸陽郡·居昌郡·陜川郡選區當選。2021年1月7日，恢復國民力量黨籍。